# Paratangia
Paratangia är ett släkte av insekter. Paratangia ingår i familjen vedstritar.
Kladogram enligt Catalogue of Life:
| Paratangia | \| \| Paratangia marginata \| \| \| \| \| \| Paratangia notata \| \| \| \| |
|            | \| \| Paratangia marginata \| \| \| \| \| \| Paratangia notata \| \| \| \| |
|            | Paratangia marginata                                                       |
|            |                                                                            |
|            | Paratangia notata                                                          |
|            |                                                                            |